# Instituto da Memória Nacional

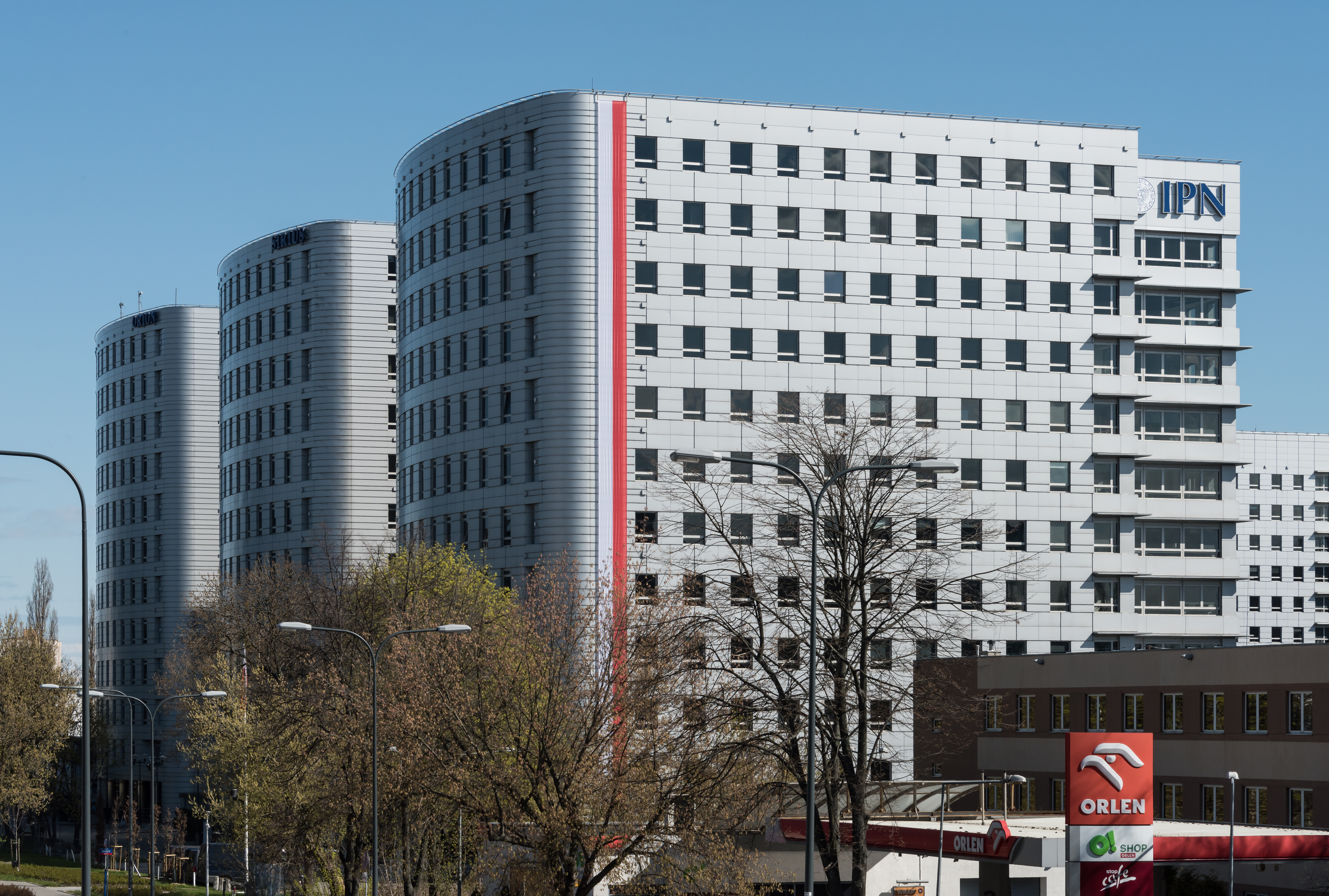
A sede do Instituto de Memória Nacional

Instituto da Memória Nacional — Comissão para o julgamento de crimes contra a Nação polonesa (polonês: Instytut Pamięci Narodowej — Komisja Ścigania Zbrodni przeciwko Narodowi Polskiemu; IPN) é um instituto de pesquisa afiliado ao governo polonês com prerrogativas e poderes de promotoria de justiça para crimes de guerra, fundada por legislação específica. Ela é especializada em ciência legal e histórica, mais particularmente sobre a história recente da Polônia. O IPN investiga tanto os crimes nazistas quanto os soviéticos cometidos entre 1939 e 1989, documenta suas descobertas e distribui o resultado de suas investigações ao público.
O Instituto foi fundado pelo Parlamento polonês em 18 de dezembro de 1998 e iniciou suas atividades em 1 de julho de 2000. Seu diretor geral é escolhido pelo Parlamento por maioria de 60% com aprovação posterior do senado polonês. O atual mandatário é Łukasz Kamiński, eleito depois da morte do historiador Janusz Kurtyka, no acidente do Tupolev da Força Aérea Polonesa, em 2010, que matou o presidente Lech Kaczyński e as mais de 90 pessoas a bordo.

## Propósito
As principais áreas de atividade e a missão do IPN incluem:
- Pesquisa e documentação de:
  - Perdas sofridas pela nação polonesa durante e depois da II Guerra Mundial[2]
  - Resistência tradicional patriótica contra a ocupação[2]
  - Esforços de cidadãos poloneses em lutar por um Estado polonês independente, em defesa da liberdade e da dignidade humana.[2]
  - Crimes cometidos contra cidadãos poloneses e contra poloneses de outras cidadanias[1]
  - Dever de julgar crimes contra a humanidade, paz e crimes de guerra[2]
  - A necessidade de compensar os danos que foram sofridas pelo povo reprimido e prejudicado nos momentos em que os direitos humanos foram desobedecido pelo Estado
  - Educação do povo sobre a recente história da Polônia[1]